# Andrea Camilleri - Il maestro senza regole
Andrea Camilleri - Il maestro senza regole è un film documentario del 2014 diretto da Claudio Canepari e Paolo Santolini sulla vita e le opere di Andrea Camilleri.

## Trama
Il documentario, attraverso interviste fatte da Teresa Mannino ad Andrea Camilleri e ad altri personaggi che lo hanno conosciuto, ricostruisce tutte le varie tappe della carriera teatrale e letteraria e della vita privata dello scrittore, cominciando dai suoi anni da adolescente a Porto Empedocle, fino al suo periodo di insegnante all'Accademia nazionale d'arte drammatica e ai suoi ultimi romanzi.

## Distribuzione
Il film-documentario è andato in onda in prima serata su Rai 1 il 6 settembre 2014, giorno dell'ottantanovesimo compleanno di Camilleri. Viene mandato in replica su Rai 3 il 6 settembre 2015, giorno del novantesimo compleanno di Camilleri.